# Лінкольншир (Іллінойс)
Лінкольншир (англ. Lincolnshire) — селище (англ. village) в США, в окрузі Лейк штату Іллінойс. Населення — 7940 осіб (2020).

## Географія
Лінкольншир розташований за координатами 42°11′47″ пн. ш. 87°55′4″ зх. д. / 42.19639° пн. ш. 87.91778° зх. д. (42.196518, -87.917737).  За даними Бюро перепису населення США в 2010 році селище мало площу 12,10 км², з яких 11,86 км² — суходіл та 0,24 км² — водойми.

### Клімат
| Клімат : Лінкольншир         | Клімат : Лінкольншир | Клімат : Лінкольншир | Клімат : Лінкольншир | Клімат : Лінкольншир | Клімат : Лінкольншир | Клімат : Лінкольншир | Клімат : Лінкольншир | Клімат : Лінкольншир | Клімат : Лінкольншир | Клімат : Лінкольншир | Клімат : Лінкольншир | Клімат : Лінкольншир | Клімат : Лінкольншир |
| Показник                     | Січ.                 | Лют.                 | Бер.                 | Квіт.                | Трав.                | Черв.                | Лип.                 | Серп.                | Вер.                 | Жовт.                | Лист.                | Груд.                | Рік                  |
| Середній максимум, °C        | −1,1                 | 1,7                  | 7,2                  | 13,3                 | 19,4                 | 25,6                 | 28,3                 | 27,2                 | 23,9                 | 17,2                 | 9,4                  | 2,2                  | 14,6                 |
| Середній мінімум, °C         | −10                  | −7,8                 | −2,2                 | 2,8                  | 8,3                  | 13,3                 | 17,2                 | 16,7                 | 12,2                 | 5,6                  | 0,0                  | −6,7                 | 4,2                  |
| Норма опадів, мм             | 48                   | 40                   | 64                   | 94                   | 91                   | 98                   | 89                   | 123                  | 82                   | 69                   | 82                   | 56                   | 936                  |
| ---------------------------- | -------------------- | -------------------- | -------------------- | -------------------- | -------------------- | -------------------- | -------------------- | -------------------- | -------------------- | -------------------- | -------------------- | -------------------- | -------------------- |
| Джерело: The Weather Channel |                      |                      |                      |                      |                      |                      |                      |                      |                      |                      |                      |                      |                      |

## Демографія
Згідно з переписом 2010 року, у селищі мешкало 7275 осіб у 3017 домогосподарствах у складі 2035 родин. Густота населення становила 601 особа/км².  Було 3396 помешкань (281/км²).
Расовий склад населення:
| - 91,5 % — білих - 6,1 % — азіатів - 0,9 % — чорних або афроамериканців |

До двох чи більше рас належало 1,2 %. Частка іспаномовних становила 2,0 % від усіх жителів.
За віковим діапазоном населення розподілялося таким чином: 20,4 % — особи молодші 18 років, 46,6 % — особи у віці 18—64 років, 33,0 % — особи у віці 65 років та старші. Медіана віку мешканця становила 53,5 року. На 100 осіб жіночої статі у селищі припадало 87,5 чоловіків;  на 100 жінок у віці від 18 років та старших — 83,0 чоловіків також старших 18 років.
Середній дохід на одне домашнє господарство  становив 158 799 доларів США (медіана — 102 260), а середній дохід на одну сім'ю — 209 292 долари (медіана — 177 647). За межею бідності перебувало 5,2 % осіб, у тому числі 2,2 % дітей у віці до 18 років та 4,0 % осіб у віці 65 років та старших.
Цивільне працевлаштоване населення становило 2611 осіб. Основні галузі зайнятості: освіта, охорона здоров'я та соціальна допомога — 21,1 %, фінанси, страхування та нерухомість — 19,2 %, науковці, спеціалісти, менеджери — 16,2 %, виробництво — 15,0 %.